# أوسامو سوزوكي (رجل أعمال)
أوسامو سوزوكي (باليابانية: 鈴木 修) (30 يناير 1930-25 ديسمبر 2024) هو رجل أعمال وكبير الإداريين التنفيذيين ورائد أعمال ياباني، أدار شركة سوزوكي موتور، المعروفة بالسيارات الصغيرة والدراجات النارية، خلال عقود عديدة وقاد التوسع العالمي للشركة.
ولد في 30 يناير 1930 في محافظة غيفو في اليابان، وتخرج من جامعة شوؤو. بدأ مسيرته المهنية في القطاع المصرفي، قبل أن يتزوج من عائلة شونزو سوزوكي، ثاني رئيس لشركة سوزوكي موتور، وهو ما مهد الطريق لانضمامه إلى الشركة في عام 1958. تدرج في المناصب القيادية إلى أن أصبح الرئيس الرابع للشركة في عام 1978. وشغل منصب رئيس شركة سوزوكي موتور لأكثر من 40 عامًا، مما جعله أطول رئيس تنفيذي خدمةً في تاريخ الشركة.
توفي في 25 ديسمبر 2024 عن أربعةٍ وتسعين عامًا جراء الإصابة بسرطان الغدد الليمفاوية، وحدثت الوفاة في مستشفى بمدينة هاماماتسو بمحافظة شيزوؤكا بوسط اليابان.

## روابط خارجية
- أوسامو سوزوكي على موقع مونزينجر (الألمانية)